# Млокосевичи
Млокосевичи (пол. Młokosiewicz) — дворянский род.
Герб Фуэнджирола вместе с потомственным дворянством ВСЕМИЛОСТИВЕЙШЕ пожалован бывшему Советнику Центральной Ликвидационной Комиссии Франциску Феликсову сыну Млокосевнчу, на основании статьи 2 пункта 2-го, равно статьи 4-й и статьи 16-й пункта 3-го Положения о Дворянстве 1836 года, грамотою ГОСУДАРЯ ИМПЕРАТОРА И ЦАРЯ НИКОЛАЯ I 1844 года Марта 21 (Апреля 2) дня.

## Описание герба
В красном поле каменная шестиугольная зубчатая башня; в воротах её золотой лев вправо, смотрящий прямо, с обнаженным мечом в правой лапе.
В навершии шлема дворянскою короною прикрытого, такой же как в щите выходящий лев, с пастью обращенною втыл. Намет красный подбитый золотом. Герб Фуэнджирола Млокосевича внесен в Часть 2 Гербовника дворянских родов Царства Польского, стр. 205.

## Представители рода
- Млокосевич, Франтишек (Franciszek Młokosiewicz; 1769—1845), командир польского гарнизона во время битвы при Фуэнхироле, участник польского восстания
- Млокосевич, Людвик (1831—1909) — российский и польский натуралист, зоолог, ботаник, путешественник, альпинист, пионер изучения природы Кавказа и Персии.